# Стефан (Стратимирович)
Митрополит Стефан Стратимирович (серб. Стефан Стратимировић; 27 декабря 1757 (7 января 1758), Кулпин, Бачка, Габсбургская империя — 23 сентября (5 октября) 1836, Сремски-Карловци, Австрийская империя) — митрополит Карловацкий (1790—1836).

## Биография
Происходил из сербских дворян, выходцев из Герцеговины.
Окончил гимназию в Нови-Саде, изучал юриспруденцию в университетах Буды и Вены.
В 1784 году принял монашество, был хиротонисан во иерея, назначен архимандритом монастыря Крушедол. В 1786 году был хиротонисан во епископа Будимского, в 1790 году возглавил Карловацкую митрополию. Титуловался «Митрополитом славеносербского и валахийского народа Австрийской империи».
В начале Первого сербского восстания (1804—1813) направил российскому императору Александру I прошение освободить сербские земли от османского владычества и взять их под защиту России.

## Просветительская деятельность
Заботился о развитии образования, основал гимназию и духовную семинарию в Сремских Карловцах (1794) и другие учебные заведения.
Критиковал реформы Д. Обрадовича и В. Караджича.
Автор ряда исторических, филологических и богословских исследований. Состоял членом Геттингенской академии наук.